# Gaëtan Bussmann
Pour les articles homonymes, voir Bussmann.
Gaëtan Bussmann, né le 2 février 1991 à Épinal, est un footballeur français évoluant au poste d'arrière gauche à l'SA Spinalien d'Épinal.

## Biographie
Bussmann est un international français en équipe de jeunes (U-18, U-19 et U-20) et participe d'ailleurs à l'Euro des moins de 19 ans en 2010 en France où il dispute un match.
Il commence sa carrière chez les jeunes du SAS d'Épinal qu'il quitte pour rejoindre le FC Metz en 2004 à l'âge de 13 ans. Avec l'équipe de jeunes du club, il gagne la Coupe Gambardella en 2010 face à Sochaux (score final : 1-1, 4-3 a.p.).
Bussmann fait ses débuts seniors avec l'équipe réserve messine qui évolue en CFA le 25 mars 2009 contre le Besançon Racing Club. À la suite de la descente du club à l'échelon inférieur la saison suivante, il gagne en temps de jeu et dispute 16 matchs pour cinq buts.

### Débuts en tant que joueur professionnel
Le 4 juin 2010, Bussmann signe son premier contrat professionnel pour cinq ans.
Il fait ses débuts professionnels contre Vannes, en Ligue 2, en tant que titulaire.
S'il a fait une bonne saison 2010-2011, ponctuée de 17 matchs dont 5 en Coupe de France, Bussmann est freiné par une blessure qui l'empêche de terminer la saison et de commencer la suivante. De retour de blessure, il ne joue que deux petits matchs durant la saison suivante, ce qui pousse le club à le prêter pour la deuxième partie de saison 2011-2012 au SAS d'Épinal, son club formateur, en National. Il termine la saison en boulet de canon, ponctuée d'un but en 18 matchs, mais Épinal échoue de peu dans la course à la remontée et finit 4e du championnat.
Pour la saison 2012-2013, Bussmann retrouve le FC Metz, où, dans le nouveau championnat, il est considéré comme un élément essentiel des Grenats par Albert Cartier, et marque son premier but contre le CS Sedan au premier tour de la Coupe de la Ligue lors d'une victoire trois buts à deux.
Pour la saison 2013-2014, Bussmann s'impose comme un titulaire indiscutable de l'équipe messine pour son retour en Ligue 2. Avec plusieurs buts inscrit il permet à son équipe de terminer championne. 
Malgré plusieurs rumeurs de transfert, Bussmann commence la saison de Ligue 1 2014-2015 avec le FC Metz lors d'un match nul et vierge au LOSC, dans la continuité de sa bonne saison en Ligue 2, Bussmann s'illustre avec deux buts inscrits contre l'EA Guingamp (victoire 0-1) et le Montpellier HSC (défaite 2-3) et plusieurs passes décisives. Il est nommé à plusieurs reprises dans l'Équipe de la semaine du journal L'Équipe.  
Malgré cela, le FC Metz est relégué en Ligue 2 avec sa 19e place. 
Il commence la saison 2015-2016 de Ligue 2 avec son club formateur où il s'illustre avec deux réalisations, une en coupe de la Ligue contre le Paris FC (victoire 1-2 ap) et contre l'US Créteil en championnat (victoire 1-2).

### L'après FC Metz, entre l'Allemagne et la France
En août 2015 Gaëtan Bussmann est transféré en Bundesliga, au 1. FSV Mayence 05.
En janvier 2018, il est prêté pour la fin de la saison au SC Fribourg mais il n'apparaît pas une seule fois dans l'équipe, jouant un seul match avec la réserve, et retourne à Mayence à l'été 2018. Il reste encore un an sous contrat au club avant de retourner en France pour la saison 2019-2020 de Ligue 2 avec l'En avant Guingamp. Bussmann peine à s'impose dans le club breton et joue dans un premier temps avec l'équipe réserve. Il prend part à neuf matchs avec l'effectif professionnel, n'entrant pas dans les plans de jeu de Guingamp.
En août 2020, Bussmann retourne en Allemagne en s'engageant à l'Erzgebirge Aue pour deux ans.
En juillet 2022, après 2 saisons en D2 allemande, il retourne en France en signant à l'AS Nancy-Lorraine, tout juste relégué en National 1. Il y retrouve Albert Cartier, le coach qui l'a lancé dans le football professionnel.

## Style de jeu
Bussmann est un joueur pouvant évoluer en défense sur le côté gauche principalement, mais il peut aussi dépanner dans l'axe, voire remonter d'un cran au poste de milieu gauche.

## Palmarès

### En club
FC Metz
- Vainqueur de la Coupe Gambardella en 2010.
- Champion de France de Ligue 2 en 2014.

### En sélection nationale
Équipe de France des moins de 19 ans
- Vainqueur du Championnat d'Europe des moins de 19 ans : 2010